# Versöhnungskirche (Werste)
Die Versöhnungskirche im Stadtteil Werste der Stadt Bad Oeynhausen ist die Pfarrkirche der Evangelischen Kirchengemeinde Werste, die dem Kirchenkreis Vlotho der Evangelischen Kirche von Westfalen angehört.

## Geschichte und Ausstattung
Das Gebiet der heutigen Kirchengemeinde Werste gehörte ursprünglich zur Evangelischen Kirche Eidinghausen. 1959 entstand in Werste das nach Paul Gerhardt benannte Gemeindehaus, in dem auch Gottesdienste durchgeführt wurden. 1972 wurde Werste von Eidinghausen abgepfarrt und ein Glockenträger aus Sichtbeton mit drei Glocken errichtet.
1990 wurde die Versöhnungskirche erbaut und mit dem Paul-Gerhardt-Haus verbunden. Die drei Glocken von 1972 wurden übernommen, die Orgel stammt von Gustav Steinmann Orgelbau aus Vlotho.